# 2008年夏季残疾人奥林匹克运动会阿曼代表团
2008年夏季残疾人奥林匹克运动会阿曼代表团是阿曼派出的2008年夏季残疾人奥林匹克运动会代表团。未获得奖牌。